# ACR Messina
Die ACR Messina (offiziell: Associazioni Calcio Riunite Messina s.r.l.) ist ein italienischer Fußballverein aus Messina, Sizilien.

## Geschichte
Der erste Verein dieses Namens wurde 1900 als Messina FC gegründet und hieß von 1947 bis 1993 ACR. Das R stand zu der Zeit für Riunite (wiedervereinigt). Nach weiteren Umbenennungen und einer Neugründung 2009 spielt der Verein in der italienischen Lega Pro, der dritthöchsten italienischen Spielklasse. Die Heimspiele werden im 38.722 Zuschauer fassenden Stadio San Filippo – Franco Scoglio ausgetragen.
Rückblick: Nach einem Jahr in der Serie A und dem sportlichen Klassenerhalt wurde der Verbleib in der obersten Spielserie durch eine Entscheidung des Sportgerichts des italienischen Fußballverbandes FIGC gefährdet. Am 25. Juli 2005 entschied dieses, Messina und dem AC Turin keine Lizenz für die Serie A zu erteilen, weil beide Vereine enorme Schulden angehäuft hatten. Messina hatte etwa 18 Millionen Euro an Verbindlichkeiten angehäuft. Die Sizilianer legten allerdings erfolgreich gegen diese Entscheidung Einspruch ein. Der oberste Gerichtshof in Rom bestätigte am 1. August den Ligaverbleib in der Serie A.
Messina belegte am Ende der Saison 2005/06 einen Abstiegsplatz, da aber Juventus Turin zwangsrelegiert wurde, verblieb Messina in der Serie A.
In der Saison 2006/07 konnte Messina den Klassenerhalt trotz dreifachen Trainerwechsels (Bruno Giordano, Alberto Cavasin, nochmals Bruno Giordano und Bruno Bolchi führten das Team durch die Saison) nicht schaffen. Am letzten Spieltag wurde man noch auf den letzten Tabellenplatz durchgereicht.

Vereinswappen bis 2009 als FC Messina

Die Saison 2007/08 konnte im gesicherten Mittelfeld der Serie B abgeschlossen werden. Jedoch zog der FC Messina am 14. Juli 2008 seine Bewerbung für die Zulassung zur Serie B für die kommende Saison zurück. Nachdem der bisherige Eigentümer, das Unternehmen „Gruppo Franza“, sein Engagement beendete und kein Käufer für den Verein gefunden wurde, konnten die finanziellen Rahmenbedingungen an die Serie B nicht mehr erfüllt werden. Nach der Insolvenz des Vereins im Jahr 2009 wurde dieser kurz darauf neugegründet und daraufhin in die fünftklassige Serie D eingestuft.

## Derbys und Fanfreundschaften
Messina spielt drei Derbys. Auf Sizilien werden zwischen Messina, US Palermo und Catania Calcio die derby di Sicilia ausgetragen. Die geographische Nähe zum Festland ergibt darüber hinaus das derby dello Stretto gegen Reggina Calcio.
Die Fans von Messina verbindet eine Fanfreundschaft zu Frosinone Calcio, Modena FC und in Calcio Avellino SSD. Rivalität herrscht hingegen zu den Fans von Reggina, Palermo, Catania und Salernitana Calcio.

## Ehemalige Spieler
- Amauri
- Nicola Amoruso
- Salvatore Aronica
- Emanuele Calaiò
- Carmine Coppola
- Gaetano D’Agostino
- Arturo Di Napoli
- Massimo Donati
- Giovan Battista Fabbri
- Eugenio Fascetti
- Luciano Favero
- Tomás Guzmán
- Zlatan Muslimović
- Nicolò Napoli
- Antonio Nocerino
- Alberto Orlando
- Igor Protti
- Salvatore Schillaci
- Jürgen Schütz
- Giuseppe Sculli
- Christian Riganò
- Riccardo Zampagna

## Ehemalige Trainer
- Bruno Arcari
- Daniele Arrigoni
- Manlio Bacigalupo
- Alessandro Bertoni
- Paolo Beruatto
- Bruno Bolchi
- Adriano Buffoni
- Ezio Capuano
- Alberto Cavasin
- Luigi Cevenini
- Vito Chimenti
- Antonio Colomban
- Stefano Cuoghi
- Lino De Petrillo
- Mauro Di Cicco
- Nicola Di Leo
- Aldo Dolcetti
- Paolo Ferrario
- Ivo Fiorentini
- Cesare Gallea
- Bruno Giordano
- Rudolf Hiden
- Engelbert König
- Virgilio Felice Levratto
- Umberto Mannocci
- Oscar Massei
- Giuseppe Materazzi
- Angelo Mattea
- Clemente Morando
- Pier Giuseppe Mosti
- Bortolo Mutti
- Francesco Oddo
- György Orth
- Pietro Piselli
- Ferenc Plemich
- Oronzo Pugliese
- Gennaro Rambone
- Leandro Remondini
- Carlo Rigotti
- Giorgio Rumignani
- Giuseppe Sabadini
- Stefano Sanderra
- Mario Santececca
- Ezio Sclavi
- Franco Scoglio
- Gianni Seghedoni
- Luigi Simoni
- Paolo Todeschini
- Fernando Veneranda
- Gian Piero Ventura
- Zdeněk Zeman
- Giuseppe Zinetti

## Zurückgezogene Trikotnummern
- 41 – Salvatore Sullo

Sullo spielte von 2001 bis Januar 2007 für Messina. Bereits nach kurzer Zeit avancierte er nicht nur wegen seiner sportlichen Klasse als Mittelfeldspieler (25 Tore in 141 Spielen), sondern auch wegen seines vorbildlichen Verhaltens außerhalb des Platzes zum Publikumsliebling und wurde Kapitän der Mannschaft. Sullo ist Ehrenbürger der Stadt Messina.